# Херманссон, Джек
Берндхард Джек Херманссон (швед. Berndhard Jack Hermansson; род. 10 июня 1988, Уддевалла, Гётеборг-Бохус) — норвежско-шведский боец смешанного стиля, представитель средней весовой категории. Выступает на профессиональном уровне начиная с 2010 года, известен по участию в турнирах бойцовских организаций UFC, Bellator, Cage Warriors и др. Владел титулом чемпиона Cage Warriors в среднем весе.

## Биография
Джек Херманссон родился 10 июня 1988 года в городе Уддевалла, лен Вестра-Гёталанд, Швеция.
В возрасте девяти лет в 1997 году начал заниматься борьбой, затем в 2008 году перешёл в ММА.

### Начало профессиональной карьеры
Дебютировал в смешанных единоборствах на профессиональном уровне в июле 2010 года, выиграл у своего первого соперника нокаутом в третьем раунде. Первое время дрался преимущественно на территории Англии в небольших британских промоушенах, в том числе отметился двумя победами в достаточно известной организации Cage Warriors.

### Bellator MMA
В 2012 году Херманссон подписал контракт с крупной американской организацией Bellator MMA, однако закрепиться здесь не смог — проиграл оба проведённых в США поединка.

### Дальнейшая карьера
Вернувшись в Англию, Херманссон продолжил сотрудничество с Cage Warriors, в частности завоевал и дважды защитил титул чемпиона организации в средней весовой категории.
Провёл также два боя в новообразованном итальянском промоушене Venator FC, одержав победу в обоих случаях.

### Ultimate Fighting Championship
Имея в послужном списке 13 побед и только 2 поражения, Джек Херманссон привлёк к себе внимание крупнейшей бойцовской организации мира Ultimate Fighting Championship и в мае 2016 года подписал с ней долгосрочный контракт. Дебютировал в октагоне UFC спустя несколько месяцев, выиграв единогласным решением судей у Скотта Аскема.
В ноябре 2016 года в Бразилии встретился с бразильцем Сезаром Феррейрой, во втором раунде попался в «ручной треугольник» и вынужден был сдаться.
В 2017 году выиграл досрочно у таких бойцов как Алекс Николсон и Брэд Скотт, но так же досрочно проиграл Тиагу Сантусу.
В 2018 году взял верх над Талесом Лейтесом и Джеральдом Мирсчертом.
В 2019 году с помощью «гильотины» принудил к сдаче Дэвида Бранча, заработав при этом бонус за лучшее выступление вечера, а затем единогласным решением выиграл у Роналду Соузы — за счёт этой победы поднялся до пятой строки рейтинга средневесов UFC.

## Статистика в профессиональном ММА
| Боёв 33  | Побед 24 | Поражений 9 |
| -------- | -------- | ----------- |
| Нокаутом | 11       | 4           |
| Сдачей   | 6        | 2           |
| Решением | 7        | 3           |

| Результат | Рекорд | Соперник           | Способ                     | Турнир                                      | Дата             | Раунд | Время | Место                    | Примечание                                            |
| --------- | ------ | ------------------ | -------------------------- | ------------------------------------------- | ---------------- | ----- | ----- | ------------------------ | ----------------------------------------------------- |
| Поражение | 24-9   | Грегори Родригес   | KO (удар)                  | UFC 317                                     | 28 июня 2025     | 1     | 4:21  | Лас-Вегас, Невада, США   |                                                       |
| Победа    | 24–8   | Джо Пайфер         | Единогласное решение       | UFC Fight Night: Херманссон vs. Пайфер      | 10 февраля 2024  | 5     | 5:00  | Лас-Вегас, Невада, США   |                                                       |
| Поражение | 23-8   | Роман Долидзе      | TKO (удары)                | UFC Fight Night: Томпсон vs. Холланд        | 3 декабря 2022   | 2     | 4:06  | Орландо, Флорида, США    |                                                       |
| Победа    | 23-7   | Крис Кёртис        | Единогласное решение       | UFC Fight Night: Блейдс vs. Аспиналл        | 23 июля 2022     | 3     | 5:00  | Лондон, Великобритания   |                                                       |
| Поражение | 22-7   | Шон Стрикленд      | Раздельное решение         | UFC Fight Night: Херманссон vs. Стрикленд   | 5 февраля 2022   | 5     | 5:00  | Лас-Вегас, Невада, США   |                                                       |
| Победа    | 22-6   | Эдмен Шахбазян     | Единогласное решение       | UFC Fight Night: Font vs. Garbrandt         | 22 мая 2021      | 3     | 5:00  | Лас-Вегас, США           |                                                       |
| Поражение | 21-6   | Марвин Веттори     | Единогласное решение       | UFC on ESPN: Херманссон vs. Веттори         | 5 декабря 2020   | 5     | 5:00  | Лас-Вегас, США           | Бой вечера.                                           |
| Победа    | 21-5   | Келвин Гастелум    | Сдача (скручивание пятки)  | UFC Fight Night: Figueiredo vs. Benavidez 2 | 19 июля 2020     | 1     | 1:18  | Абу-Даби, ОАЭ            |                                                       |
| Поражение | 20-5   | Джаред Каннонье    | TKO (удары руками)         | UFC Fight Night: Hermansson vs. Cannonier   | 28 сентября 2019 | 2     | 0:27  | Копенгаген, Дания        |                                                       |
| Победа    | 20-4   | Роналду Соуза      | Единогласное решение       | UFC Fight Night: Jacaré vs. Hermansson      | 27 апреля 2019   | 5     | 5:00  | Санрайз, США             |                                                       |
| Победа    | 19-4   | Дэвид Бранч        | Сдача (гильотина)          | UFC on ESPN: Barboza vs. Gaethje            | 30 марта 2019    | 1     | 0:49  | Филадельфия, США         | Выступление вечера.                                   |
| Победа    | 18-4   | Джеральд Мирсчерт  | Сдача (гильотина)          | UFC on Fox: Lee vs. Iaquinta 2              | 15 декабря 2018  | 1     | 4:25  | Милуоки, США             |                                                       |
| Победа    | 17-4   | Талес Лейтес       | TKO (удары руками)         | UFC 224                                     | 12 мая 2018      | 3     | 2:10  | Рио-де-Жанейро, Бразилия |                                                       |
| Поражение | 16-4   | Тиагу Сантус       | TKO (удары)                | UFC Fight Night: Brunson vs. Machida        | 28 октября 2017  | 1     | 4:59  | Сан-Паулу, Бразилия      |                                                       |
| Победа    | 16-3   | Брэд Скотт         | TKO (удары руками)         | UFC Fight Night: Pettis vs. Moreno          | 5 августа 2017   | 1     | 3:50  | Мехико, Мексика          |                                                       |
| Победа    | 15-3   | Алекс Николсон     | TKO (удары руками)         | UFC Fight Night: Gustafsson vs. Teixeira    | 28 мая 2017      | 1     | 2:00  | Стокгольм, Швеция        |                                                       |
| Поражение | 14-3   | Сезар Феррейра     | Сдача (треугольник руками) | UFC Fight Night: Bader vs. Nogueira 2       | 19 ноября 2016   | 2     | 2:11  | Сан-Паулу, Бразилия      |                                                       |
| Победа    | 14-2   | Скотт Аскем        | Единогласное решение       | UFC Fight Night: Arlovski vs. Barnett       | 3 сентября 2016  | 3     | 5:00  | Гамбург, Германия        |                                                       |
| Победа    | 13-2   | Иренеуш Холева     | TKO (удары руками)         | Venator FC 3                                | 23 мая 2016      | 3     | 1:05  | Милан, Италия            |                                                       |
| Победа    | 12-2   | Алан Карлос        | KO (удары руками)          | Cage Warriors FC 75                         | 15 апреля 2016   | 3     | 4:45  | Лондон, Англия           | Защитил титул чемпиона CWFC в среднем весе.           |
| Победа    | 11-2   | Мацей Ружаньский   | Единогласное решение       | Venator FC 2                                | 12 декабря 2015  | 3     | 5:00  | Римини, Италия           |                                                       |
| Победа    | 10-2   | Карлос Вемола      | Сдача (рычаг локтя)        | Warrior Fight Series 4                      | 1 августа 2015   | 1     | 2:08  | Лондон, Англия           | Выиграл вакантный титул чемпиона WFS в среднем весе.  |
| Победа    | 9-2    | Деян Топальский    | TKO (удары руками)         | Cage Warriors FC 71                         | 22 августа 2014  | 1     | 4:09  | Амман, Иордания          | Защитил титул чемпиона CWFC в среднем весе.           |
| Победа    | 8-2    | Норман Парези      | Сдача (удушение сзади)     | Cage Warriors FC 69                         | 7 июня 2014      | 4     | 4:49  | Лондон, Англия           | Выиграл вакантный титул чемпиона CWFC в среднем весе. |
| Победа    | 7-2    | Ион Паску          | Единогласное решение       | Cage Warriors FC: Fight Night 11            | 18 апреля 2014   | 3     | 5:00  | Амман, Иордания          |                                                       |
| Победа    | 6-2    | Энок Солвес Торрес | TKO (удары руками)         | Cage Warriors FC 66                         | 22 марта 2014    | 3     | 4:36  | Баллеруп, Дания          |                                                       |
| Поражение | 5-2    | Джейсон Бутчер     | Сдача (треугольник)        | Bellator 93                                 | 21 марта 2013    | 1     | 2:24  | Льюистон, США            |                                                       |
| Поражение | 5-1    | Дэниел Вискайя     | Раздельное решение         | Bellator 84                                 | 14 декабря 2012  | 3     | 5:00  | Хаммонд, США             |                                                       |
| Победа    | 5-0    | Майк Линг          | KO (удары руками)          | Cage Warriors: Fight Night 2                | 8 сентября 2011  | 1     | 3:30  | Амман, Иордания          |                                                       |
| Победа    | 4-0    | Андор Фило         | KO (удар рукой)            | World FC 2: Bad Boys                        | 9 июля 2011      | 1     | 0:28  | Лондон, Англия           |                                                       |
| Победа    | 3-0    | Али Ариш           | KO (удары)                 | Cage Warriors: 41                           | 24 апреля 2011   | 2     | 1:39  | Лондон, Англия           |                                                       |
| Победа    | 2-0    | Иэн Фаркухарсон    | Сдача (удушение сзади)     | Into the Cage 1                             | 20 ноября 2010   | 1     | 0:43  | Андовер, Англия          |                                                       |
| Победа    | 1-0    | Крис Грейг         | KO (удар рукой)            | East Coast Fight Factory: Impact            | 1 июля 2010      | 3     | 0:46  | Норидж, Англия           | Выиграл титул чемпиона ECFF в среднем весе.           |